# Chrystalla Georghadji
Chrystalla Georghadji (griechisch Χρυστάλλα Γιωρκάτζη; * 13. Juli 1956 in Famagusta) ist eine Ökonomin aus der Republik Zypern. Sie war von 2014 bis 2019 Präsidentin der Zentralbank von Zypern.

## Lebenslauf
Georghadji wurde in Famagusta auf Zypern geboren und von dort mit ihrer Familie im Jahre 1974 im Zuge der türkischen Besetzung des Nordteils der Insel vertrieben. Sie studierte bis 1978 Wirtschaftswissenschaften an der Universität Athen. Danach absolvierte sie ein postgraduales Studium in den Fächern Ökonomie und Ökonometrie an der Universität Southampton.
Sie war ab 1998 Präsidentin des zyprischen Rechnungshofs und wurde im April 2014 Zentralbankchefin. In dieser Funktion war sie Mitglied des Europäischen Zentralbankrates. Ihre Amtszeit als Zentralbankchefin endete am 10. April 2019.